# Johan Ulrik Bredsdorff
Johan Ulrik Bredsdorff (22. maj 1845 i Vester Skerninge på Fyn – 15. august 1928 i Usserød) var en dansk landskabsmaler, bror til Christian og Thomas Bredsdorff.
Hans far, Christian Hornemann Bredsdorff, gift med Elise Bolette født Møller, var præst. Bredsdorff var polyteknisk eksaminand og studerede i fire år ved Den polytekniske Læreanstalt, men følte stedse uimodståeligere fristelser til at snige sig bort fra forelæsningerne for at male i Dyrehaven, trods den gængse betegnelse som ”geni” for en god kunstner gjorde ham yderlig forsagt. 1868 begyndte han på Kunstakademiet, hvor professor Frederik Vermehren opfordrede ham til at forsøge sig som figurmaler, men han følte intet kald i den retning. Han tegnede hos Vilhelm Kyhn og kom under stærk påvirkning af denne maler, der i øvrigt altid har henvist sine elever til naturen. Bredsdorff har dog formået at hævde sin personlighed i højere grad end andre af Kyhns disciple, hans billeder har ofte vist en fornøjelig frisk, ejendommelig og følelsesfuld opfattelse af naturen, men sjælden været helt fri for nogen kejtethed i det maleriske foredrag. Bredsdorff var nær ven med Godfred Christensen, og Bredsdorffs arbejder har flere ligheder med den landskabstradition, han repræsenterer. Han udstillede første gang på Charlottenborg Forårsudstilling 1870. Hans rejser i Schweiz 1877 og i Norge 1887 har kun bestyrket hans kærlighed til den danske natur. I de sidste år var han bosat i Birkerød. Hans hustru Dagmar var en datter af stiftsprovst Hans Frederik Helveg. Han blev Ridder af Dannebrog 1913.